# Amastridae
Amastridae (лат.) — семейство брюхоногих моллюсков, обитающих на суше и встречающихся на Гавайских островах. Известно около 300 видов этих улиток, достигающих в длину 50 мм.

## Классификация
Семейство разделяют на 2 подсемейства:
- Amastrinae Pilsbry, 1910
- Leptachatininae Cockerell, 1913